# یوهانس کنوبلاخ

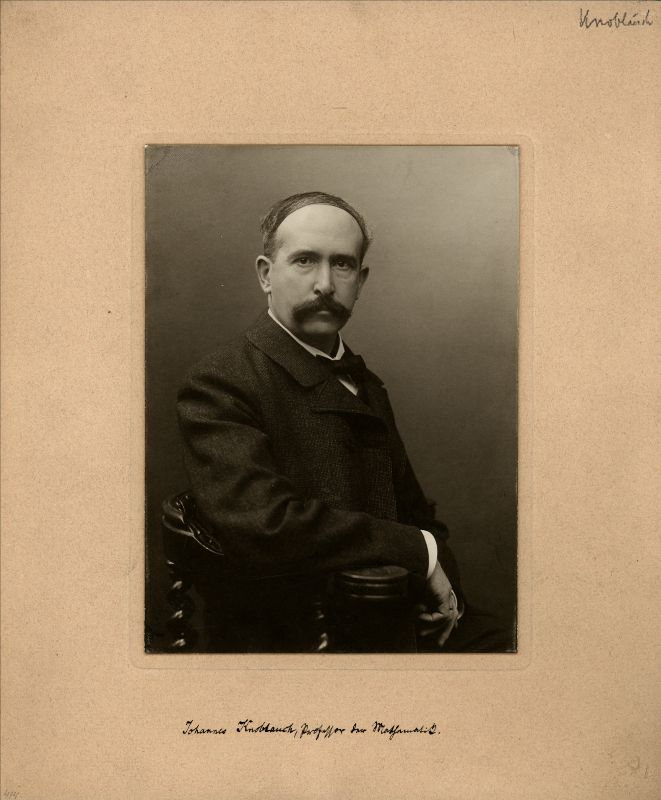
یوهانس کنوبلاخ

یوهانس کنوبلاخ (آلمانی: Johannes Knoblauch؛ ۲۷ اوت ۱۸۵۵، هاله - ۲۲ ژوئیه ۱۹۱۵، برلین) یک ریاضیدان آلمانی بود.

## زندگینامه
یوهانس کنوبلاخ در ۱۸۵۵ در هاله زاده شد. پدرش استاد فیزیک کارل هرمان کنوبلاخ بود. از سال ۱۸۷۲ در هاله، هایدلبرگ و برلین در رشته حقوق، ریاضیات و فیزیک تحصیل کرد. در دانشگاه فردریش ویلهلم (که بعداً به دانشگاه هومبولت برلین تغییر نام داد) از ۱۸۷۴ تا ۱۸۸۳ تحصیل کرد و پایان نامه دکترای او توسط کارل وایرشتراس راهنمایی شد. او در دانشگاه فریدریش ویلهلم برلین، در سال ۱۸۸۹ به عنوان استاد منصوب شد و آن جایگاه را تا زمان مرگش حفظ کرد. کنوبلاخ یکی از اعضای موسس انجمن ریاضی برلین بود.